# مانوایلر-کولن
مانوایلر-کولن (به آلمانی: Mannweiler-Cölln) یک شهر در آلمان است که در دنرسبرگکرایس واقع شده‌است. مانوایلر-کولن ۴۴۰ نفر جمعیت دارد.